# Вацлав Таліх
Вацлав Таліх (чеськ. Václav Talich; 28 травня 1883, Кромержиж — 16 березня 1961, Бероун) — чеський диригент, скрипаль, аранжувальник, музичний педагог.

## Життєпис
У 1897–1903 навчався по класу скрипки у Празькій консерваторії у Яна Маржака і Отокара Шевчика, потім недовго працював в Берлінській філармонії, але через проблеми зі здоров'ям покинув Берлін.
Свою діяльність як диригент почав в 1904 в Одесі, працюючи концертмейстером у міському оперному театрі.
У 1905–1907 працював і викладав у Тбілісі, в 1908–1912 очолював Оркестр Словенської філармонії в Любляні, потім в 1912–1915 працював у Пльзені.
У 1919–1931, 1934–1941 — головний диригент Чеського філармонічного оркестру.
У 1931–1932 працював у Швеції.
У 1935 призначений керівником Національного театру в Празі.
У 1945 був змушений покинути посаду через закриття театру німцями під час Другої світової війни.
Після закінчення війни знову зайняв посаду, але в 1947 був звільнений.
Повторно займав посаду в 1948, але в цьому ж році був звільнений.
У 1946–1948 очолював створений ним самим зі студентів Празької консерваторії Чеський камерний оркестр.
У 1949 очолив створений ним Словацький філармонічний оркестр в Братиславі (до 1952).
У 1957 отримав звання народного артиста Чехії.
Таліх займався викладацькою діяльністю. Серед його учнів Чарльз Маккеррас, Карел Анчерл, Ладіслав Словак, Мілан Мунклінгер, Ярослав Кромбхольц, Володимир Матей. Прославився інтерпретаціями чеських композиторів Антоніна Дворжака, Бедржіха Сметани, Йозефа Сука. Активно пропагував опери Леоша Яначека. Велику популярність придбала написана Таліхом оркестрова сюїта (1937) за матеріалом опери Яначека «Пригоди лисички-шахрайки».

## Увічнення пам'яті
Його ім'ям названий струнний квартет («Таліх-квартет», з 1964).
У 2004–2007 на фірмі «Супрафон» опублікована добірка аудіозаписів Таліха на 17 CD.